# Hubert Beuve-Méry
Hubert Beuve-Méry (Parijs, 5 januari 1902 - Fontainebleau, 6 augustus 1989) was een Frans journalist, oprichter van het dagblad Le Monde en van het maandblad Le Monde diplomatique.

## Levensloop
Hij was een zoon van de juwelier Hubert Beuve-Méry (1870-1908) en van de naaister Joséphine Tanguy (1876-1944). De vroege dood van zijn vader en de Eerste Wereldoorlog bemoeilijkten zijn jeugd, maar verhinderden toch niet dat hij hogere studies kon doen.
Hij begon als journalist bij de Nouvelles Religieuses, een katholiek blad, in 1918 gesticht door pater Marie-Albert Janvier. In 1925 manifesteerde hij zich politiek door met de Camelots du roi te manifesteren tegen de benoeming aan de rechtsfaculteit van Parijs, van de pacifist Georges Scelle. Gedurende korte tijd voelde hij zich aangetrokken tot Le Faisceau, de eerste fascistische partij in Frankrijk.
Gepromoveerd tot doctor in de rechten vertrok hij naar Praag, waar hij rechten doceerde aan het Institut français de Prague en adviseur werd bij het ministerie van Buitenlandse Zaken van de Tsjecho-Slowaakse republiek. Hij werd tevens correspondent voor Franse bladen, zoals Le Temps, de officieuze woordvoerder van het Franse ministerie van Buitenlandse Zaken. In 1938 nam hij ontslag en keerde naar Frankrijk terug.

## Tijdens de Tweede Wereldoorlog
Na de nederlaag van juni 1940 verkoos hij in Frankrijk te blijven, wat hem later verweten werd door generaal Charles de Gaulle. 
Hij werd door het Vichyregime tot directeur benoemd bij de École des cadres d'Uriage, een school die kaders vormde voor de Révolution nationale  en de Petainistische jongerengroepen. In december 1942 werd de school door Pierre Laval gesloten en Beuve-Meury trad toe tot het Franse verzet. Hij nam deel aan de gevechten geleverd door het verzet in het departement van de Tarn en werd luitenant van de FFI (Forces françaises de l'intérieur).

## Le Monde
Na de Bevrijding werd hij hoofdredacteur van het weekblad Temps présent. Hij werd toen door de staatshoofd geworden Charles de Gaulle uitgenodigd een dagblad op te richten dat als referentieorgaan van de regeringskringen kon dienen en hierin de plaats zou innemen van het vooroorlogse Le Temps, die vanwege verder verschijnen onder de Bezetting verboden werd. De drukkerij en kantoren van deze krant aan de 5, Rue des Italiens werd door de Franse staat genaast en ter beschikking gesteld van Le Monde, waarvan het eerste nummer verscheen op 18-19 december 1944.
Beuve-Méry steunde de nieuwe Franse grondwet van 1946, de terugkeer aan de macht van De Gaulle in 1958 en de nieuwe grondwet van de Vijfde Republiek in 1958. Hij was anderzijds hevig gekant tegen de verkiezing van de president bij algemeen stemrecht en bij de eerste presidentsverkiezingen in 1965 riep hij op om zeker niet voor de Gaulle te stemmen. Hij werd van toen af een systematische opponent van de Gaulle. Hij deed dit in veelgelezen hoofdartikels in Le Monde, die hij ondertekende met het pseudoniem Sirius. Hij was ook, doorheen zijn loopbaan, anti-Amerikaans in zijn houding. Hij was toen, nog meer dan het dagblad dat hij leidde, een belangrijke factor in het Franse openbaar leven.
Zijn laatste campagne tegen de Gaulle betrof het referendum van oktober 1969 over de regionalisatie en de afschaffing van de Senaat. Zes maanden later ging Beuve-Méry met pensioen.

## Publicaties
- 1939 Vers la plus grande Allemagne.
- 1952 Réflexions politiques 1932-1952, Parijs, Ed. du Seuil.
- 1958 Le Suicide de la IVe République.
- 1974 Onze Ans de règne, Parijs, Flammarion.
- 1991 Paroles écrites : Mémoires, Parijs, Grasset. Teksten van Hubert Beuve-Méry, verzameld en bewerkt door Pierre Henry Beuve-Méry, op basis van gesprekken gerealiseerd door Jean-Claude Barreau en Pierre-André Boutang.